# Pizacura
Pizacura fue cacique de la provincia indígena papayeca en el actual Trujillo (Colón) quien fue de los primeros indígenas en resistir la conquista española, fue capturado por Hernán Cortés en 1525, quería que dejaran de habitar las sierras para habitar poblados y servirles, fue capturado dijo al traductor que no dejaba las sierras porque estaba con su pueblo y no querían dejarlas, fue soltado, después se les hizo guerra y fueron capturadas 100 personas.
Los indígenas se sublevaron encabezados por el cacique Pizacura así que se tuvo que trasladar la capital desde Trujillo hasta el valle de Naco donde se fundó la villa de Santa María de la Buena Esperanza, la nueva capital, cuando iban en el camino los atacó el cacique Xocremba que después fue asesinado.